# OTV (Roumanie)
OTV (Oglinda TV) est une chaîne de télévision roumaine privée lancée en 1999 par Dan Diaconescu.

## Histoire
La chaîne OTV est lancée en 1999 par le journaliste Dan Diaconescu dans un petit appartement du centre de Bucarest. Son concept est de séduire les audiences à tout prix, au point d'être qualifié de « vidange publique » par la presse nationale. Corneliu Vadim Tudor en fait son tremplin de populisme médiatique. OTV vend du temps à l'antenne aux sorcières roumaines pour qu'elles fassent la démonstration de leur savoir-faire. En septembre 2002, le Conseil national de l'audiovisuel coupe la diffusion de la chaîne.
En 2010, Dan Diaconescu est brièvement détenu pour extorsion de fonds,.
Le 27 mars 2012, la chaîne est sanctionnée pour propagande électorale en faveur de son patron Dan Diaconescu qui veut se présenter à l'élection présidentielle de 2014 sous la bannière de son propre Parti du Peuple-Dan Diaconescu (PP-DD) fondé en 2011. En mars 2015, Dan Diaconescu est condamné à 5 ans et 6 mois de prison ferme par la cour d'Appel de Bucarest pour chantage médiatique.